# Radó László
Radó László (Námesztó, 1902. június 18. – Győr, 1977. február 5.) magyar színész, színházigazgató.

## Élete
Színészi pályafutása 1919-ben kezdődött, édesapja, Radó Béla és Mariházy Miklós társulatában lépett fel. 1933 és 1939 között együttesével kisebb városokban játszott (Makó, Békés, Kiskunfélegyháza, Kiskunhalas, stb.) 1937–38-ban Kispesten direktor volt, 1939 és 1945 között származásából eredendően nem lehetett tagja a színészkamarának. 1945-től 1947-ig Békéscsabán, az államosítás idejéig pedig kisebb városokban tevékenykedett mint színigazgató. Ezt követően vidéken színészkedett, 1957–58-ban az egri Gárdonyi Géza Színház, 1959–60-ban a Békés Megyei Jókai Színház, 1963-tól a győri Kisfaludy Színház foglalkoztatta. 1974 után visszavonult a színjátszástól és adminisztratív munkakörben dolgozott.

## Színházi szerepeiből
- Madách Imre: Az ember tragédiája... Robespierre; Második koldus; Aggastyán
- Mesterházi Lajos: A tizenegyedik parancsolat... Plébános
- Koppányi György: Nyitva van az aranykapu... Nyomozó, aki nem nyomoz
- Nyíri Tibor: Menyasszonytánc... Lábas
- Ábrahám Pál: Bál a Savoyban... Monsieur Albert
- Kálmán Imre: Marica grófnő... Mihály bácsi